# Zizyphus obtusifolia
Zizyphus obtusifolia là một loài thực vật có hoa trong họ Táo. Loài này được A. Gray miêu tả khoa học đầu tiên năm 1849.